# 克勞德-米歇爾·勳伯格
克勞德-米歇爾·勳伯格（法語：Claude-Michel Schönberg，1944年7月6日—），法籍猶太裔唱片錄音師、演員、歌手、流行曲和音樂劇作曲家，經常和填詞人阿蘭·鲍伯利（Alain Boublil）合作。1987年凭借《悲惨世界》获得托尼奖最佳原创音乐奖。

## 个人生活
他生于法国瓦讷，父母为匈牙利裔犹太人。他父亲是管风琴修理者，母亲是钢琴调音师。他前妻是法国电视2台的晚间新闻主播Béatrice Schönberg。2003年他与英国芭蕾舞女演员Charlotte Talbot结婚。他有1个儿子和2个女儿共三名子女。

## 音樂劇作品
- 法國大革命 La Révolution Française (1973)
- 悲惨世界 (又名孤星淚) Les Misérables (1980)
- 西貢小姐 Miss Saigon (1991)
- 馬丁吉爾 Martin Guerre (1996)
- 海盜皇后 The Pirate Queen (2006)
- 茶花女 Marguerite (2008)